# New Liskeard
New Liskeard ist ein Dorf in Nordontario am Timiskamingsee und am Wabi Creek, das seit 2004 einen Stadtteil von Temiskaming Shores bildet. New Liskeard hat 4800 Einwohner und wurde nach der Gemeinde Liskeard in Großbritannien benannt.

## Geschichte
1891 wurde New Liskeard von Europäern gegründet. 1903 wurde John Armstrong der erste Bürgermeister des Dorfes. Am 4. Oktober 1922 brach in New Liskeard ein großes Feuer aus.

## Persönlichkeiten

### Söhne und Töchter der Gemeinde
- Roy Dupuis (* 21. April 1963 in New Liskeard), Schauspieler
- Jamie Dupuis (* Mai 1990 in New Liskeard), Musiker
- Gus Mortson (* 24. Januar 1925 in New Liskeard; † 8. August 2015 in Timmins, Ontario), Eishockeyspieler und viermaliger Stanley-Cup-Sieger